# Praon rosaecola
Praon rosaecola är en stekelart som beskrevs av Jaroslav Stary 1961. Praon rosaecola ingår i släktet Praon och familjen bracksteklar. Inga underarter finns listade i Catalogue of Life.